# VdB 43
vdB 43 è una nebulosa a riflessione visibile nella costellazione di Orione.
La sua posizione si individua con facilità, grazie alla brillante stella Bellatrix, che costituisce il vertice nordoccidentale del quadrilatero di Orione; da questa stella si raggiunge, circa 1°40' in direzione ESE, la stella doppia prospettica 32 Orionis, dalla quale è possibile recuperare, circa 20' in direzione ENE, la nebulosa. La stella responsabile dell'illuminazione dei gas della nube è HD 36471, una stella bianco-azzurra di sequenza principale di classe spettrale B8V con una magnitudine apparente pari a 8,70, completamente avvolta dai gas; le misurazioni della parallasse hanno fornito un valore di 2,90-3,00 mas, corrispondenti a una distanza di circa 330-345 parsec (1086-1124 anni luce). La nube si troverebbe dunque nella stessa regione del Braccio di Orione in cui si trovano i grandi complessi molecolari del Complesso di Orione, in cui hanno luogo intensi fenomeni di formazione stellare.